# Науково-консультативна рада Конституційного Суду України
Науково-консультативна рада Конституційного Суду України є дорадчим органом при Конституційному Суді України, який сформували з висококваліфікованих фахівців у сфері права для підготовки наукових висновків з тих питань діяльності Конституційного Суду України, що потребують наукового забезпечення.
Науково-консультативна рада Конституційного Суду України діє на підставі Закону «Про Конституційний Суд України» та відповідно до Регламенту Конституційного Суду України і Положення про Науково-консультативну раду Конституційного Суду України, затвердженого постановою Конституційного Суду від 3 грудня 2018 року № 38-п/2018.

## Склад
Склад ради:
1. Голова Ради – Барабаш Юрій Григорович – доктор юридичних наук, професор, дійсний член (академік) Національної академії правових наук України, академік-секретар відділення державно-правових наук і міжнародного права Національної академії правових наук України, проректор з науково-педагогічної роботи та стратегічного розвитку Національного юридичного університету імені Ярослава Мудрого, професор кафедри конституційного права України Національного юридичного університету імені Ярослава Мудрого (Постанова Конституційного Суду України від 9 квітня 2019 року № 12-п/2019);
2. Заступник Голови Ради – Скрипнюк Олександр Васильович – доктор юридичних наук, професор, дійсний член (академік) Національної академії правових наук України, віцепрезидент Національної академії наук України, директор Інституту держави і права імені В. М. Корецького Національної академії наук України (Постанова Конституційного Суду України від 13 червня 2024 року);
3. Вчений секретар Ради – Вавженчук Сергій Ярославович – доктор юридичних наук, професор, адвокат, професор кафедри трудового права та права соціального забезпечення Навчально-наукового інституту права Київського національного університету імені Тараса Шевченка (Постанова Конституційного Суду України від 9 квітня 2019 року № 12-п/2019);
4. Афанасьєва Мар'яна Володимирівна – доктор юридичних наук, професор, професор кафедри конституційного права Національного університету «Одеська юридична академія» (Постанова Конституційного Суду України від 9 квітня 2019 року № 12-п/2019);
5. Баймуратов Михайло Олександрович – доктор юридичних наук, професор, професор кафедри політології та правових наук Південноукраїнського національного педагогічного університету імені К. Д. Ушинського, заслужений діяч науки і техніки України (Постанова Конституційного Суду України від 9 квітня 2019 року № 12-п/2019);
6. Батанов Олександр Васильович – доктор юридичних наук, професор, провідний науковий співробітник Інституту держави і права імені В. М. Корецького Національної академії наук України (Постанова Конституційного Суду України від 9 квітня 2019 року № 12-п/2019);
7. Бобкова Антоніна Григорівна – доктор юридичних наук, професор, член президії Національної академії правових наук України, академік Національної академії правових наук України, заслужений юрист України, голова Донецького регіонального наукового центру Національної академії правових наук України (Постанова Конституційного Суду України від 28 жовтня 2020 року № 31-п/2020);
8. Бориславська Олена Марківна – доктор юридичних наук, професор, професор кафедри конституційного права юридичного факультету Львівського національного університету імені Івана Франка, головний співредактор Українського часопису конституційного права (Постанова Конституційного Суду України від 9 квітня 2019 року № 12-п/2019);
9. Буткевич Володимир Григорович – доктор юридичних наук, професор, суддя Європейського суду з прав людини у відставці (Постанова Конституційного Суду України від 9 квітня 2019 року № 12-п/2019);
10. Васильченко Оксана Петрівна – доктор юридичних наук, професор, директор Навчально-наукового інституту права Київського національного університету імені Тараса Шевченка, член Дорадчої групи експертів (Постанова Конституційного Суду України від 9 квітня 2019 року № 12-п/2019);
11. Вінник Оксана Мар’янівна – доктор юридичних наук, професор, член-кореспондент Національної академії правових наук України, головний науковий співробітник відділу міжнародного приватного права та правових проблем євроінтеграції Науково-дослідного інституту приватного права і підприємництва імені академіка Ф. Г. Бурчака Національної академії правових наук України (Постанова Конституційного Суду України від 1 листопада 2022 року № 28-п/2022);
12. Вовк Дмитро Олександрович – кандидат юридичних наук, доцент, керівник Центру дослідження верховенства права і релігії Національного юридичного університету імені Ярослава Мудрого (Постанова Конституційного Суду України від 15 липня 2020 року № 23-п/2020);
13. Волошин Юрій Олексійович – доктор юридичних наук, професор, декан факультету міжнародних відносин Національного авіаційного університету (Постанова Конституційного Суду України від 9 квітня 2019 року № 12-п/2019);
14. Воронов Марк Миколайович – кандидат юридичних наук, доцент, завідувач кафедри конституційного і муніципального права юридичного факультету Харківського національного університету імені В. Н. Каразіна (Постанова Конституційного Суду України від 9 квітня 2019 року № 12-п/2019);
15. Галянтич Микола Костянтинович – доктор юридичних наук, професор, член-кореспондент Національної академії правових наук України, завідувач відділу проблем приватного права Науково-дослідного інституту приватного права і підприємництва імені академіка Ф. Г. Бурчака Національної академії правових наук України (Постанова Конституційного Суду України від 1 листопада 2022 року № 28-п/2022);
16. Гвоздик Павло Олександрович – доктор юридичних наук, професор, професор кафедри права Львівського інституту Приватного акціонерного товариства «Вищий навчальний заклад "Міжрегіональна академія управління персоналом"» (Постанова Конституційного Суду України від 9 квітня 2019 року № 12-п/2019);
17. Гетьман Анатолій Павлович – доктор юридичних наук, професор, академік Національної академії правових наук України, ректор Національного юридичного університету імені Ярослава Мудрого (Постанова Конституційного Суду України від 9 квітня 2019 року № 12-п/2019);
18. Голубєва Неллі Юріївна – доктор юридичних наук, професор, завідувач кафедри цивільного процесу Національного університету «Одеська юридична академія» (Постанова Конституційного Суду України від 9 квітня 2019 року № 12-п/2019);
19. Гринюк Роман Федорович – доктор юридичних наук, професор, професор кафедри права Вінницького торговельно-економічного інституту Державного торговельно-економічного університету (Постанова Конституційного Суду України від 9 квітня 2019 року № 12-п/2019);
20. Гриняк Андрій Богданович – доктор юридичних наук, професор, член-кореспондент Національної академії правових наук України, академік-секретар відділення цивільно-правових наук Національної академії правових наук України, заступник директора з наукової роботи Науково-дослідного інституту правотворчості та науково-правових експертиз Національної академії правових наук України (Постанова Конституційного Суду України від 12 лютого 2020 року № 9-п/2020);
21. Гуторова Наталія Олександрівна – доктор юридичних наук, професор, академік Національної академії правових наук України, професор кафедри кримінального права та кримінально-правових дисциплін Полтавського юридичного інституту Національного юридичного університету імені Ярослава Мудрого (Постанова Конституційного Суду України від 9 квітня 2019 року № 12-п/2019);
22. Деревянко Богдан Володимирович – доктор юридичних наук, професор, головний науковий співробітник відділу міжнародного приватного права та правових проблем євроінтеграції Науково-дослідного інституту приватного права і підприємництва імені академіка Ф. Г. Бурчака Національної академії правових наук України (Постанова Конституційного Суду України від 1 листопада 2022 року № 28-п/2022);
23. Довгерт Анатолій Степанович – доктор юридичних наук, професор, член-кореспондент Національної академії правових наук України, професор кафедри міжнародного приватного права Навчально-наукового Інституту міжнародних відносин Київського національного університету імені Тараса Шевченка (Постанова Конституційного Суду України від 9 квітня 2019 року № 12-п/2019);
24. Домбровський Іван Петрович – голова Асоціації суддів Конституційного Суду України, суддя Конституційного Суду України у відставці, заслужений юрист України (Постанова Конституційного Суду України від 9 квітня 2019 року № 12-п/2019);
25. Дроздов Олександр Михайлович – доктор юридичних наук, адвокат, голова Галузевої експертної ради з галузі знань 08 «Право» Національного агентства забезпечення якості вищої освіти, член Комісії з питань правової реформи при Президентові України, заслужений юрист України (Постанова Конституційного Суду України від 9 квітня 2019 року № 12-п/2019);
26. Журавель Володимир Андрійович – доктор юридичних наук, професор, академік Національної академії правових наук України, президент Національної академії правових наук України, професор кафедри криміналістики Національного юридичного університету імені Ярослава Мудрого (Постанова Конституційного Суду України від 9 квітня 2019 року № 12-п/2019);
27. Заіка Юрій Олександрович – доктор юридичних наук, професор, головний науковий співробітник відділу проблем приватного права Науково-дослідного інституту приватного права і підприємництва імені академіка Ф. Г. Бурчака Національної академії правових наук України (Постанова Конституційного Суду України від 1 листопада 2022 року № 28-п/2022);
28. Калиновський Богдан Валерійович – доктор юридичних наук, професор, підполковник поліції, завідувач кафедри конституційного права та прав людини Національної академії внутрішніх справ (Постанова Конституційного Суду України від 9 квітня 2019 року № 12-п/2019);
29. Кампо Володимир Михайлович – кандидат юридичних наук, доцент, суддя Конституційного Суду України у відставці (Постанова Конституційного Суду України від 6 червня 2019 року № 23-п/2019);
30. Ковальчук Віталій Богданович – доктор юридичних наук, професор, завідувач кафедри теорії права та конституціоналізму Навчально-наукового інституту права, психології та інноваційної освіти Національного університету «Львівська політехніка» (Постанова Конституційного Суду України від 9 квітня 2019 року № 12-п/2019);
31. Козюбра Микола Іванович – доктор юридичних наук, професор, член-кореспондент Національної академії правових наук України, суддя Конституційного Суду України у відставці, викладач кафедри загальнотеоретичного правознавства та публічного права факультету правничих наук Національного університету «Києво-Могилянська академія» (Постанова Конституційного Суду України від 9 квітня 2019 року № 12-п/2019);
32. Колодій Анатолій Миколайович – доктор юридичних наук, професор, член-кореспондент Національної академії правових наук України, академік Академії наук вищої школи України, головний науковий співробітник Відділу науково-правових експертиз  Науково-дослідного інституту правотворчості та науково-правових експертиз Національної академії правових наук України (Постанова Конституційного Суду України від 9 квітня 2019 року № 12-п/2019);
33. Комаров Вячеслав Васильович – кандидат юридичних наук, професор, академік Національної академії правових наук України, професор кафедри цивільного процесу Національного юридичного університету імені Ярослава Мудрого (Постанова Конституційного Суду України від 9 квітня 2019 року № 12-п/2019);
34. Костицький Михайло Васильович – доктор юридичних наук, професор, академік Національної академії правових наук України, член-кореспондент Національної академії педагогічних наук України, суддя Конституційного Суду України у відставці, професор кафедри філософії і права та юридичної логіки Національної академії внутрішніх справ (Постанова Конституційного Суду України від 6 червня 2019 року № 23-п/2019);
35. Кот Олексій Олександрович – доктор юридичних наук, професор, член-кореспондент Національної академії правових наук України, директор Інституту правотворчості та науково-правових експертиз Національної академії наук України, заслужений юрист України (Постанова Конституційного Суду України від 14 травня 2024 року № 11-п/2024);
36. Кресін Олексій Веніамінович – доктор юридичних наук, професор, член-кореспондент Міжнародної академії порівняльного права, завідувач Центру порівняльного правознавства Інституту держави і права імені В. М. Корецького Національної академії наук України (Постанова Конституційного Суду України від 6 червня 2019 року № 23-п/2019);
37. Крусян Анжеліка Романівна – доктор юридичних наук, професор, провідний науковий співробітник відділу конституційного права і місцевого самоврядування Інституту держави і права імені В. М. Корецького Національної академії наук України (Постанова Конституційного Суду України від 9 квітня 2019 року № 12-п/2019);
38. Кузнєцова Наталія Семенівна – доктор юридичних наук, професор, академік Національної академії правових наук України, член Дорадчої групи експертів, заслужений діяч науки і техніки України, професор кафедри цивільного права Навчально-наукового інституту права Київського національного університету імені Тараса Шевченка (Постанова Конституційного Суду України від 9 квітня 2019 року № 12-п/2019);
39. Кулинич Павло Федотович – доктор юридичних наук, професор, член-кореспондент Національної академії правових наук України, завідувач сектору проблем аграрного та земельного права Інституту держави і права імені В. М. Корецького Національної академії наук України (Постанова Конституційного Суду України від 6 червня 2019 року № 23-п/2019);
40. Кучерявенко Микола Петрович – доктор юридичних наук, професор, кандидат економічних наук, академік Національної академії правових наук України, Перший проректор Національного юридичного університету імені Ярослава Мудрого, професор кафедри фінансового права Національного юридичного університету імені Ярослава Мудрого (Постанова Конституційного Суду України від 9 квітня 2019 року № 12-п/2019);
41. Летнянчин Любомир Іванович – кандидат юридичних наук, доцент, доцент кафедри конституційного права України Національного юридичного університету імені Ярослава Мудрого (Постанова Конституційного Суду України від 9 квітня 2019 року № 12-п/2019);
42. Лотюк Ольга Степанівна – доктор юридичних наук, професор, завідувач кафедри конституційного права Навчально-наукового інституту права Київського національного університету імені Тараса Шевченка (Постанова Конституційного Суду України від 9 квітня 2019 року № 12-п/2019);
43. Лук'янов Дмитро Васильович – доктор юридичних наук, професор, член-кореспондент Національної академії правових наук України, професор кафедри міжнародного приватного права та порівняльного правознавства Національного юридичного університету імені Ярослава Мудрого, Заступник Голови Вищої ради правосуддя (Постанова Конституційного Суду України від 9 квітня 2019 року № 12-п/2019);
44. Луцик Василь Васильович – кандидат юридичних наук, доцент, Голова Національної соціальної сервісної служби України (Постанова Конституційного Суду України від 9 квітня 2019 року № 12-п/2019);
45. Марцеляк Олег Володимирович – доктор юридичних наук, професор, професор кафедри конституційного права Навчально-наукового Інституту права Київського національного університету імені Тараса Шевченка (Постанова Конституційного Суду України від 9 квітня 2019 року № 12-п/2019);
46. Мішина Наталія Вікторівна – доктор юридичних наук, професор, професор кафедри конституційного права Національного університету «Одеська юридична академія» (Постанова Конституційного Суду України від 9 квітня 2019 року № 12-п/2019);
47. Москвич Лідія Миколаївна – доктор юридичних наук, професор, заслужений юрист України, завідувач кафедри судоустрою та прокурорської діяльності Національного юридичного університету імені Ярослава Мудрого (Постанова Конституційного Суду України від 9 квітня 2019 року № 12-п/2019);
48. Нестеренко Оксана В'ячеславівна – кандидат юридичних наук, керівник Міждисциплінарного науково-освітнього центру протидії корупції в Україні Національного університету «Києво-Могилянська академія» (Постанова Конституційного Суду України від 9 квітня 2019 року № 12-п/2019);
49. Оніщенко Наталя Миколаївна – доктор юридичних наук, професор, академік Національної академії правових наук України, заступник директора Інституту держави і права імені В. М. Корецького Національної академії наук України, академік-секретар відділення теорії та історії держави і права Національної академії правових наук України, керівник Центру правових досліджень гендерної політики при Інституті держави і права імені В. М. Корецького Національної академії наук України (Постанова Конституційного Суду України від 9 квітня 2019 року № 12-п/2019);
50. Погорецький Микола Анатолійович – доктор юридичних наук, професор, професор кафедри правосуддя Навчально-наукового інституту права Київського національного університету імені Тараса Шевченка (Постанова Конституційного Суду України від 9 квітня 2019 року № 12-п/2019);
51. Погребняк Станіслав Петрович – доктор юридичних наук, професор, завідувач кафедри прав людини та юридичної методології Національного юридичного університету імені Ярослава Мудрого (Постанова Конституційного Суду України від 9 квітня 2019 року № 12-п/2019);
52. Рябченко Олена Петрівна – доктор юридичних наук, кандидат економічних наук, професор, полковник податкової міліції, професор кафедри адміністративного права і процесу та митної безпеки факультету підготовки, перепідготовки та підвищення кваліфікації працівників податкової міліції Університету державної фіскальної служби України (Постанова Конституційного Суду України від 9 квітня 2019 року № 12-п/2019);
53. Савенко Микола Дмитрович – кандидат юридичних наук, доцент, суддя Конституційного Суду України у відставці (Постанова Конституційного Суду України від 9 квітня 2019 року № 12-п/2019);
54. Серьогін Віталій Олександрович – доктор юридичних наук, професор, декан юридичного факультету Харківського національного університету імені В. Н. Каразіна (Постанова Конституційного Суду України від 9 квітня 2019 року № 12-п/2019);
55. Серьогіна Світлана Григорівна – доктор юридичних наук, професор, член-кореспондент Національної академії правових наук України, директор Науково-дослідного інституту державного будівництва та місцевого самоврядування Національної академії правових наук України (Постанова Конституційного Суду України від 9 квітня 2019 року № 12-п/2019);
56. Сірий Микола Іванович – кандидат юридичних наук, старший науковий співробітник відділу проблем кримінального права, кримінології та судоустрою Інституту держави і права імені В. М. Корецького Національної академії наук України (Постанова Конституційного Суду України від 9 квітня 2019 року № 12-п/2019);
57. Слінько Тетяна Миколаївна – кандидат юридичних наук, професор, завідувач кафедри конституційного права України Національного юридичного університету імені Ярослава Мудрого (Постанова Конституційного Суду України від 9 квітня 2019 року № 12-п/2019);
58. Сокуренко Валерій Васильович – доктор юридичних наук, професор, член-кореспондент Національної академії правових наук України, генерал поліції третього рангу, ректор Харківського національного університету внутрішніх справ (Постанова Конституційного Суду України від 9 квітня 2019 року № 12-п/2019);
59. Сопілко Ірина Миколаївна – доктор юридичних наук, професор, керівник апарату Національної комісії з радіаційного захисту населення України, заслужений юрист України (Постанова Конституційного Суду України від 16 червня 2022 року № 14-п/2022);
60. Спасибо-Фатєєва Інна Валентинівна – доктор юридичних наук, професор, член-кореспондент Національної академії правових наук України, професор кафедри цивільного права № 1 Національного юридичного університету імені Ярослава Мудрого (Постанова Конституційного Суду України від 28 січня 2020 року № 6-п/2020);
61. Терлецький Дмитро Сергійович – кандидат юридичних наук, доцент, завідувач кафедри конституційного права Національного університету «Одеська юридична академія» (Постанова Конституційного Суду України від 12 лютого 2020 року № 9-п/2020);
62. Тихий Володимир Павлович – доктор юридичних наук, професор, академік Національної академії правових наук України, суддя Конституційного Суду України у відставці, радник президії Національної академії правових наук України (Постанова Конституційного Суду України від 9 квітня 2019 року № 12-п/2019);
63. Томкіна Олена Олексіївна – кандидат юридичних наук, провідний науковий співробітник Відділу дослідження проблем правотворчості та адаптації законодавства України до права ЄС Науково-дослідного інституту правотворчості та науково-правових експертиз Національної академії правових наук України (Постанова Конституційного Суду України від 9 квітня 2019 року № 12-п/2019);
64. Турченко Ольга Григорівна – кандидат юридичних наук, доцент, завідувач кафедри конституційного, міжнародного і кримінального права Донецького національного університету імені Василя Стуса (Постанова Конституційного Суду України від 9 квітня 2019 року № 12-п/2019);
65. Турянський Юрій Іванович – доктор економічних наук, доктор юридичних наук, доцент, професор кафедри менеджменту Львівського торговельно-економічного університету (Постанова Конституційного Суду України від 9 квітня 2019 року № 12-п/2019);
66. Устименко Володимир Анатолійович – доктор юридичних наук, професор, член-кореспондент Національної академії правових наук України, член-кореспондент Національної академії наук України, директор Державної установи «Інститут економіко-правових досліджень імені В. К. Мамутова Національної академії наук України», заступник академіка-секретаря відділення економіки Національної академії наук України (Постанова Конституційного Суду України від 23 липня 2020 року № 26-п/2020);
67. Хавронюк Микола Іванович – доктор юридичних наук, професор, директор з наукового розвитку і член правління Центру політико-правових реформ, професор кафедри кримінального та кримінального процесуального права Національного університету «Києво-Могилянська академія» (Постанова Конституційного Суду України від 9 квітня 2019 року № 12-п/2019);
68. Хилюк Світлана Володимирівна – кандидат юридичних наук, директорка Школи права Українського католицького університету (Постанова Конституційного Суду України від 9 квітня 2019 року № 12-п/2019);
69. Христова Ганна Олександрівна – кандидат юридичних наук, керівник Проєкту Ради Європи «Судові та позасудові засоби захисту прав осіб, постраждалих від війни в Україні» (Постанова Конституційного Суду України від 9 квітня 2019 року № 12-п/2019);
70. Чернявський Сергій Сергійович – доктор юридичних наук, професор, полковник поліції, проректор Національної академії внутрішніх справ (Постанова Конституційного Суду України від 9 квітня 2019 року № 12-п/2019);
71. Шакун Василь Іванович – доктор юридичних наук, професор, академік Національної академії наук вищої освіти України, академік Національної академії правових наук України, професор кафедри кримінального права Національної академії внутрішніх справ, віцепрезидент Національної академії наук вищої освіти України, заступник члена Дорадчої групи експертів (Постанова Конституційного Суду України від 9 квітня 2019 року № 12-п/2019);
72. Шевченко Анатолій Євгенійович – доктор юридичних наук, професор, завідувач кафедри теорії права та держави Навчально-наукового інституту права Університету державної фіскальної служби України (Постанова Конституційного Суду України від 9 квітня 2019 року № 12-п/2019);
73. Шемшученко Юрій Сергійович – доктор юридичних наук, професор, академік Національної академії наук України, академік Національної академії правових наук України, почесний ректор Київського університету права Національної академії наук України, радник при дирекції Інституту держави і права імені В. М. Корецького Національної академії наук України (Постанова Конституційного Суду України від 6 червня 2019 року № 23-п/2019);
74. Шишкін Віктор Іванович – кандидат юридичних наук, доцент, суддя Конституційного Суду України у відставці (Постанова Конституційного Суду України від 6 червня 2019 року № 23-п/2019);
75. Щербанюк Оксана Володимирівна – доктор юридичних наук, професор, завідувач кафедри процесуального права юридичного факультету Чернівецького національного університету імені Юрія Федьковича, професор юридичного факультету Вільнюського університету (Постанова Конституційного Суду України від 9 квітня 2019 року № 12-п/2019);
76. Яковлєв Андрій Анатолійович – доктор юридичних наук, заступник директора Тренінгового центру прокурорів України (Постанова Конституційного Суду України від 9 квітня 2019 року № 12-п/2019);
77. Янчук Артем Олександрович – доктор юридичних наук, професор, заступник керівника Апарату Верховної Ради України (Постанова Конституційного Суду України від 9 квітня 2019 року № 12-п/2019);
78. Яроцький Віталій Леонідович – доктор юридичних наук, професор, член-кореспондент Національної академії правових наук України, завідувач кафедри цивільного права № 2 Національного юридичного університету імені Ярослава Мудрого (Постанова Конституційного Суду України від 9 квітня 2019 року № 12-п/2019).